# Valea Mare (gmina Șanț)
Valea Mare – wieś w Rumunii, w okręgu Bistrița-Năsăud, w gminie Șanț. W 2011 roku liczyła 319 mieszkańców.